# پائولین لونا
ماری پائولین لونا سوتو (زاده ۱۰ نوامبر ۱۹۸۸) بازیگر فیلیپینی و مجری تلویزیون است. او مجری ثابت برنامه طولانی مدت ظهر فیلیپین Eat Bulaga بود. لونا زمانی که به Eat Bulaga پیوست، فعالیت تجاری نمایشی خود را آغاز کرد! مسابقه استعدادیابی خانم کوچک فیلیپین در سال ۱۹۹۵، جایی که او برای اولین بار با همسر آینده خود، ویک سوتو آشنا شد. او بازیگری را در ۱۳ سالگی شروع کرد، زمانی که در سال ۲۰۰۲ به عضویت گروه ای‌بی‌اس-سی‌بی‌ان Star Magic 11 درآمد، قبل از اینکه به شبکه جی‌ام‌ای منتقل شود.

## فیلم‌شناسی

### تلویزیون
| سال     | عنوان                                                  | نقش                                                      |
| ------- | ------------------------------------------------------ | -------------------------------------------------------- |
| ۲۰۲۳    | بخور                                                   | خودش / میزبان مهمان                                      |
| ۲۰۲۰    | گل بابا                                                | آماندا                                                   |
| ۲۰۲۰–۲۱ | چیکا، بش!                                              | خودش / میزبان                                            |
| ۲۰۱۶    | مگپاکایلانمان                                          | روبی مهل جولیان مورالس                                   |
| ۲۰۱۶–۱۷ | هی، بهای!                                              | پولنگ پوریو                                              |
| ۲۰۱۵    | دانگوا                                                 | جنی                                                      |
| ۲۰۱۵    | دختر ثروتمند                                           | Pearl Sy-Tanchingco                                      |
| ۲۰۱۵    | غذای مخصوص عشایر Bulaga را بخورید: Pangako ng Pag-ibig | گل سرخ                                                   |
| ۲۰۱۴    | سرنوشت من                                              | جانین                                                    |
| ۲۰۱۴    | همسر قرضی                                              | تسا پلائز- سانتوس                                        |
| ۲۰۱۳    | روایت آفرینش در انجیل                                  | ساندرا سباستین-ترینیداد جوان                             |
| ۲۰۱۳    | مگپاکایلانمان: کاسالانان با آنگ اومیبیگ                | میرنا ریواس                                              |
| ۲۰۱۳    | فراموش نشدنی                                           | کنستانس "کانی" دی اوکامپو†                               |
| ۲۰۱۲–۱۳ | ماگدالنا                                               | کارول فوئنتبلا                                           |
| ۲۰۱۲    | بابای من عزیزترین                                      | وینی / آنی / مینی / آدا / دلیلانگ / شخصیت‌های مختلف پیکسی |
| ۲۰۱۱    | ایگلوت                                                 | وستا سانتانا                                             |
| ۲۰۱۱    | Magic Palaok                                           | گلومرا                                                   |
| ۲۰۱۱    | دورفینا                                                | گوندینا                                                  |
| ۲۰۱۰    | سینه نوولا: ترودیس لیت                                 | عسل تولدو فرر                                            |
| ۲۰۰۹–۱۰ | ایکاو سانا                                             | سوفیا ریس / سوفیا مونته مایور-الیوارز / آنتونیا سانچز    |
| ۲۰۰۹    | آدیک سایو                                              | کامیل سیکات                                              |
| ۰۹–۲۰۰۸ | لونا میستیکا                                           | آدیتا                                                    |
| ۲۰۰۸    | آکو سی کیم سامسون                                      | گیلاس Fuentebella                                        |
| ۲۰۰۷–۰۸ | زیدو: پولیس پانگکالاواکان                              | لیویا                                                    |
| ۲۰۰۷    | کلانتر سیار جیبان                                      | هیروکو کاتاگیری (صدا)                                    |
| ۲۰۰۶    | پیناکامامهال                                           | نانت کاسایوران                                           |
| ۲۰۰۶    | پرواز ۱۴۳ هنگ کنگ                                      | ترینا                                                    |
| ۲۰۰۶    | encantadia: Pag-ibig Hanggang Wakas                    | اودسا                                                    |
| ۲۰۰۵–۰۶ | etheria: Ang Ikalimang Kaharian ng Encantadia          | اودسا                                                    |
| ۲۰۰۵–۰۶ | ابی نگهبان من                                          | الیشا فرشته آبی                                          |
| ۲۰۰۵–۰۶ | اکنون و برای همیشه: آگوس                               | کلاریسا / کریستینا                                       |
| ۲۰۰۵–۲۳ | خوردن bulaga!                                          | میزبان مشترک                                             |
| ۲۰۰۵    | Qpids                                                  | خودش                                                     |
| ۲۰۰۵    | بورا: پسران ساحل                                       | پولت                                                     |
| ۲۰۰۴    | مارینا                                                 | ایزابل                                                   |
| ۲۰۰۳–۰۴ | باستات کاساما کیتا                                     | کارینا                                                   |
| ۲۰۰۲–۰۴ | برکس                                                   | کیت                                                      |

### فیلم
| سال  | عنوان                                                  | نقش                   |
| ---- | ------------------------------------------------------ | --------------------- |
| ۲۰۱۸ | جک ام پوپوی: Puliscredibles                            | خودش                  |
| ۲۰۱۶ | Enteng Kabisote 10 and the Abangers                    | فی                    |
| ۲۰۱۵ | عشق بیبی من                                            | نقش کمئو              |
| ۲۰۱۳ | گیدار                                                  | تینا                  |
| ۲۰۱۲ | سی آگیمات، سی انتنگ کابیسوته و سی آکو                  | فی کابیسوته           |
| ۲۰۱۱ | انتنگ نگ اینا مو                                       | Faye Kabisote/پیشخدمت |
| ۲۰۱۰ | سی آگیمات در سی انتنگ کابیسوته                         | فی کابیسوته           |
| ۲۰۱۰ | سیگوا                                                  | سیتا                  |
| ۲۰۰۸ | Iskul Bukol 20 سال بعد (ماجراجویی Ungasis و Escaleras) | پتی                   |
| ۲۰۰۷ | تکان دادن، جغجغه و رول ۹                               | فلورانس               |
| ۲۰۰۷ | عروسی کویا من                                          | هایدی                 |
| ۲۰۰۶ | ZsaZsa Zaturnnah: Ze Moveeh                            | آروبا                 |
| ۲۰۰۶ | بانوی سفید                                             | مروارید لگازپی        |
| ۲۰۰۶ | ماه آبی                                                | آزون                  |
| ۲۰۰۴ | ولتا                                                   | پنی ماگتوتو           |
| ۲۰۰۳ | اولین عاشقانه من                                       | شری                   |

### کنسرت
| سال  | عنوان کنسرت     | نقش               | محل          |
| ---- | --------------- | ----------------- | ------------ |
| ۲۰۱۵ | کالیسریه: کنسرت | لولا نیدورای جوان | فیلیپین آرنا |